# Tom Petranoff
Thomas « Tom » Alan Petranoff (né le 8 avril 1958 à Aurora) est un athlète américain naturalisé sud-africain en 1991, spécialiste du lancer du javelot.

## Biographie
Le 15 mai 1983 à Los Angeles, Tom Petranoff établit un nouveau record du monde du lancer du javelot avec 99,72 m, améliorant de trois mètres l'ancienne meilleure marque mondiale détenue par le Hongrois Ferenc Paragi depuis 1980. Cette performance est réalisée avec l'ancien modèle de javelot (800 g), non encore redessiné par l'IAAF. Plus tard dans la saison, il remporte la médaille d'argent des Championnats du monde d'Helsinki derrière l'Est-allemand Detlef Michel en établissant la marque de 85,60 m.
Dixième des Jeux olympiques de 1984, Tom Petranoff termine au pied du podium des Championnats du monde 1987 puis 18e des Jeux olympiques de 1988.
Naturalisé sud-africain en 1991, il prend la deuxième place de la Coupe du monde des nations 1992 de La Havane et remporte par ailleurs la médaille d'or des Championnats d'Afrique 1982. Il conserve son titre continental un an plus tard à Durban.
Son record personnel avec le nouveau modèle de javelot (à partir de 1986) est de 89,16 m, établi le 1er mars 1991 à Potchefstroom.